# ناثان هاس
ناثان هاس (بالإنجليزية: Nathan Haas) ولد بتاريخ 12 مارس 1989 في بريزبان، هو دراج أسترالي في صنف سباق الدراجات على الطريق.

## سجل النتائج

### المراكز
- حقق المركز الـ 6 في طواف لانكاوي 2013
- حقق المركز الـ 5 في داون أندر 2014

## روابط خارجية
- ناثان هاس على موقع الاتحاد الدولي للدراجات (الإنجليزية)
- ناثان هاس على موقع أرشيف الدراجات (الإنجليزية)
- ناثان هاس على موقع إحصائيات الدراجات الإحترافية (الإنجليزية)
- ناثان هاس على موقع نسبة الدراجات (الإنجليزية)
- ناثان هاس على موقع CycleBase (الإنجليزية)
- ناثان هاس على موقع اتحاد ألعاب الكومنولث (مؤرشف) (الإنجليزية)